# Vyšėjšaja Liha 2007
La Vyšėjšaja Liha 2007 è stata la diciassettesima edizione della massima serie del campionato bielorusso di calcio, disputato tra il 14 aprile e il 10 novembre 2007 e conclusosi con la vittoria del BATĖ Borisov, al suo quarto campionato vinto, il secondo consecutivo. Il capocannoniere della competizione fu Raman Vasiljuk (Homel') con 24 reti realizzate.

## Stagione

### Novità
Dalla Vyšėjšaja Liha 2006 vennero retrocessi in Peršaja Liha il Ljakamatyŭ Minsk e il Belšyna, mentre dalla Peršaja Liha vennero promossi il Minsk e lo Smarhon'. Prima dell'inizio della stagione il Ljakamatyŭ Vicebsk cambiò denominazione in Vicebsk.

### Formula
Le 14 squadre partecipanti disputarono un girone all'italiana con partite di andata e ritorno per un totale di 26 partite. La prima classificata, vincitrice del campionato, venne ammessa alla UEFA Champions League 2008-2009. La seconda classificata venne ammessa in Coppa UEFA 2008-2009, assieme alla squadra vincitrice della Coppa di Bielorussia; se quest'ultima avesse concluso il campionato al secondo posto, la terza classificata sarebbe stata ammessa in Coppa UEFA. Un ulteriore posto venne assegnato per la partecipazione alla Coppa Intertoto 2008. L'ultima classificata venne retrocessa in Peršaja Liha.

## Squadre partecipanti
| Club               | Città         | Stadio             | Stagione 2006               |
| ------------------ | ------------- | ------------------ | --------------------------- |
| BATĖ Borisov       | Barysaŭ       | Stadio Haradzki    | Campione della Bielorussia  |
| Daryda Minski raën | raën di Minsk | Stadio Daryda      | 8º posto in Vyšėjšaja Liha  |
| Dinamo Brėst       | Brėst         | OSK Brestsky       | 9º posto in Vyšėjšaja Liha  |
| Dinamo Minsk       | Minsk         | Stadio Dinamo      | 2º posto in Vyšėjšaja Liha  |
| Dnjapro Mahilëŭ    | Mahilëŭ       | Spartak Stadium    | 12º posto in Vyšėjšaja Liha |
| Homel'             | Homel'        | Stadyen Central'ny | 5º posto in Vyšėjšaja Liha  |
| Minsk              | Minsk         | Stadio Torpedo     | 1º posto in Peršaja Liha    |
| MTZ-RIPA Minsk     | Minsk         | Stadio Traktar     | 4º posto in Vyšėjšaja Liha  |
| Naftan             | Navapolack    | Stadyen Atlant     | 7º posto in Vyšėjšaja Liha  |
| Nëman              | Hrodna        | Stadyen Nëman      | 10º posto in Vyšėjšaja Liha |
| Šachcër Salihorsk  | Salihorsk     | Stadyen Stroitel   | 3º posto in Vyšėjšaja Liha  |
| Smarhon'           | Smarhon'      | Stadio Junatsva    | 2º posto in Peršaja Liha    |
| Tarpeda Žodzina    | Žodzina       | Stadio Torpedo     | 11º posto in Vyšėjšaja Liha |
| Vicebsk            | Vicebsk       | Vitebsky CSK       | 6º posto in Vyšėjšaja Liha  |

## Classifica finale
|  | Pos. | Squadra            | Pt | G  | V  | N  | P  | GF | GS | DR  |
|  | ---- | ------------------ | -- | -- | -- | -- | -- | -- | -- | --- |
|  | 1.   | BATĖ Borisov       | 56 | 26 | 18 | 2  | 6  | 50 | 25 | +25 |
|  | 2.   | Homel'             | 44 | 26 | 12 | 8  | 6  | 49 | 28 | +21 |
|  | 3.   | Šachcër Salihorsk  | 44 | 26 | 12 | 8  | 6  | 41 | 27 | +14 |
|  | 4.   | Tarpeda Žodzina    | 43 | 26 | 11 | 10 | 5  | 28 | 21 | +7  |
|  | 5.   | MTZ-RIPA Minsk     | 42 | 26 | 11 | 9  | 6  | 32 | 25 | +7  |
|  | 6.   | Nëman              | 36 | 26 | 9  | 9  | 8  | 23 | 22 | +1  |
|  | 7.   | Naftan             | 36 | 26 | 9  | 9  | 8  | 28 | 30 | -2  |
|  | 8.   | Vicebsk            | 35 | 26 | 9  | 8  | 9  | 25 | 28 | -3  |
|  | 9.   | Dinamo Minsk       | 35 | 26 | 8  | 11 | 7  | 27 | 28 | -1  |
|  | 10.  | Smarhon'           | 26 | 26 | 6  | 8  | 12 | 15 | 29 | -14 |
|  | 11.  | Daryda Minski raën | 25 | 26 | 7  | 4  | 15 | 27 | 46 | -19 |
|  | 12.  | Dinamo Brėst       | 25 | 26 | 6  | 7  | 13 | 23 | 31 | -8  |
|  | 13.  | Dnjapro Mahilëŭ    | 23 | 26 | 5  | 8  | 13 | 21 | 33 | -12 |
|  | 14.  | Minsk              | 21 | 26 | 4  | 9  | 13 | 18 | 34 | -16 |

Legenda:
      Campione di Bielorussia e ammesso alla UEFA Champions League 2008-2009.
      Ammesso alla Coppa UEFA 2008-2009.
      Ammesso alla Coppa Intertoto 2008.
      Retrocesso in Peršaja Liha 2008.
Note:
Tre punti a vittoria, uno a pareggio, zero a sconfitta.

## Risultati

### Tabellone
|                    | BAT  | Hom  | Šac  | TŽo  | MTZ  | Nëm  | Naf  | Vic  | DiM  | Sma  | Dar  | DiB  | Dnj  | Min  |
| ------------------ | ---- | ---- | ---- | ---- | ---- | ---- | ---- | ---- | ---- | ---- | ---- | ---- | ---- | ---- |
| BATĖ Borisov       | –––– | 2-0  | 1-0  | 3-0  | 0-3  | 2-1  | 4-2  | 4-1  | 3-0  | 4-2  | 4-1  | 2-1  | 2-0  | 1-2  |
| Homel'             | 1-3  | –––– | 1-1  | 1-1  | 2-2  | 2-0  | 3-1  | 2-1  | 4-4  | 1-0  | 4-0  | 4-1  | 4-0  | 1-0  |
| Šachcër Salihorsk  | 3-4  | 0-0  | –––– | 0-2  | 1-1  | 1-1  | 3-1  | 1-2  | 2-2  | 3-0  | 3-1  | 3-2  | 2-0  | 1-1  |
| Tarpeda Žodzina    | 0-1  | 2-1  | 1-1  | –––– | 1-0  | 0-0  | 1-2  | 2-0  | 2-2  | 1-0  | 4-2  | 1-0  | 2-0  | 2-1  |
| MTZ-RIPA Minsk     | 0-0  | 1-1  | 1-3  | 2-0  | –––– | 1-1  | 1-0  | 0-1  | 1-0  | 2-2  | 1-0  | 2-1  | 2-3  | 2-1  |
| Nëman              | 1-0  | 0-1  | 2-0  | 0-1  | 2-1  | –––– | 3-2  | 2-1  | 1-1  | 0-1  | 0-3  | 1-0  | 0-0  | 3-1  |
| Naftan             | 2-2  | 1-0  | 0-2  | 1-1  | 2-2  | 1-0  | –––– | 0-0  | 1-0  | 0-1  | 1-1  | 0-0  | 1-0  | 3-0  |
| Vicebsk            | 0-1  | 0-0  | 1-2  | 1-1  | 0-0  | 0-0  | 1-2  | –––– | 1-1  | 1-0  | 2-1  | 3-1  | 0-2  | 1-0  |
| Dinamo Minsk       | 0-3  | 1-0  | 1-0  | 0-0  | 0-1  | 0-0  | 3-0  | 0-0  | –––– | 2-0  | 2-1  | 0-2  | 1-0  | 1-0  |
| Smarhon'           | 1-0  | 1-1  | 0-2  | 0-0  | 0-1  | 0-0  | 1-1  | 1-1  | 0-1  | –––– | 1-1  | 1-0  | 1-0  | 2-1  |
| Daryda Minski raën | 1-0  | 2-7  | 0-3  | 1-2  | 1-1  | 0-1  | 0-2  | 2-3  | 1-0  | 1-0  | –––– | 1-2  | 2-1  | 0-0  |
| Dinamo Brest       | 2-1  | 0-2  | 0-1  | 1-0  | 0-1  | 0-0  | 0-0  | 0-1  | 2-2  | 4-0  | 2-1  | –––– | 1-1  | 0-0  |
| Dnjapro Mahilëŭ    | 1-2  | 2-0  | 2-3  | 1-1  | 2-1  | 1-3  | 0-0  | 1-2  | 1-1  | 0-0  | 0-1  | 3-1  | –––– | 0-0  |
| Minsk              | 0-1  | 2-6  | 0-0  | 0-0  | 1-2  | 2-1  | 1-2  | 2-1  | 2-2  | 1-0  | 0-2  | 0-0  | 0-0  | –––– |

## Statistiche

### Classifica marcatori
| Gol |  |  | Giocatore           | Squadra           |
| --- |  |  | ------------------- | ----------------- |
| 24  |  |  | Raman Vasiljuk      | Homel'            |
| 18  |  |  | Henadz' Bliz'njuk   | BATĖ Borisov      |
| 14  |  |  | Vital' Radyënaŭ     | BATĖ Borisov      |
| 14  |  |  | Valeryj Strypejkis  | Homel'            |
| 10  |  |  | Andrėj Šėrakoŭ      | Tarpeda Žodzina   |
| 9   |  |  | Aleksandr Alumona   | Nëman             |
| 9   |  |  | Sjarhej Nikifarėnka | Šachcër Salihorsk |
| 9   |  |  | Viktar Sokal        | Dinamo Brest      |
| 8   |  |  | Aljaksandr Klimenka | Šachcër Salihorsk |
| 8   |  |  | Ruslan Usaŭ         | Vicebsk           |